# Teofil z Bydgoszczy
Teofil z Bydgoszczy – bernardyn, kaznodzieja, pisarz.
Nie jest znana data, ani miejsce jego urodzenia. Około 1502 r. sporządził obszerny rękopis zwany sylwą, zawierający informacje z różnych dziedzin. Zamieścił m.in.: spis dostojników zakonu poznańskiego, różnego rodzaju modlitwy, wykaz wezwań wszystkich konwentów polskich, uwagi o bractwach kościelnych, teksty kilku kazań, przepisanych z podręczników, dekrety kościelnych synodów prowincjonalnych z 1337 i 1420 r., wykaz błędów teologicznych wyznań prawosławnego i ormiańskiego. Obok tego w rękopisie znalazł się dekret kościelny potępiający powtórny chrzest dorosłych, co świadczy o zainteresowaniu autora problemem anabaptyzmu. 
W 1522 r. był wikarym we Wschowie, co wskazywałoby, że znał język niemiecki. Tam otrzymał od kaznodziei Michała Gertute egzemplarz książki Herolta „Speculum exemplorum” (Hagenau 1507). Dzieło to włączył następnie do biblioteki podręcznej bydgoskiego kaznodziei bernardyńskiego. Jest prawdopodobne, że on sam pełnił tę funkcję.
Dalsza jego działalność oraz data i miejsce zgonu nie są znane. Jednak pozostawienie przez niego książki Herolda, jak i sylwy w Bydgoszczy zdaje się świadczyć, że umarł właśnie w tym mieście.